# Robert Heckmann
Georg Julius Robert Heckmann, född 3 november 1848 i Mannheim, död 29 november 1891 i Glasgow (under en resa), var en tysk violinist. 
Heckmann studerade 1865–67 vid musikkonservatoriet i Leipzig för bland andra Ferdinand David och Moritz Hauptmann. Han var 1867–70 konsertmästare för "Euterpe" i Leipzig och verkade 1872–91 i Köln som konsertmästare, soloviolinist och huvudman för en berömd stråkkvartett. På studieresor lärde han 1869 i Paris känna Delphin Alard och Hubert Léonard, 1870 i Berlin Joseph Joachim. Han gjorde därefter flera konsertresor och förvärvade sig rykte såväl för sitt kvartettspel som för sitt soloföredrag av i synnerhet nyare violinsaker, såsom Max Bruchs och Johan Svendsens konserter. 
Heckmann inlade särskild förtjänst om den nordiska musikens propagerande i Tyskland. Han besökte Sverige 1875 och 1881, sistnämnda år i tillsammans med sin fru, född Marie Hertwig, som var en framstående pianist.